# Aureed Island
Aureed Island är en ö i Australien. Den ligger i delstaten Queensland, omkring 2 200 kilometer nordväst om delstatshuvudstaden Brisbane. Arean är 0,60 kvadratkilometer. Den sträcker sig 1,3 kilometer i nord-sydlig riktning, och 1,1 kilometer i öst-västlig riktning.